# Joseph Diangienda
Joseph Diangienda Kuntima , né le 22 mars 1918 à Nkamba en République démocratique du Congo (anciennement Congo belge) et mort le 8 juillet 1992 à Genève (Suisse) à l'hôpital de La Tour. Il a été, du 24 décembre 1959 à sa mort, le chef spirituel de l'Église kimbanguiste (officiellement « Église de Jésus-Christ sur la Terre par son envoyé spécial Simon Kimbangu »). Jusqu'à aujourd'hui, il est considéré comme l'une des plus grandes personnalités religieuses congolaises. Il est l'initiateur du mouvement kimbanguiste et fut le premier à relater l'histoire de cette religion à travers son livre [Lequel ?]. Il a mis en place l'autofinancement et l'autogestion de cette Église qui est aujourd'hui l'une des religions les plus représentées du continent africain.
Troisième et dernier fils de Simon Kimbangu et Marie Muilu Kiawanga, il a deux frères : Charles Daniel Kisolokele Lukelo et Salomon Dialungana Kiangani. Comme leur père était en prison, la famille vivait dans des conditions difficiles ; ils grandirent en communiquant cependant fréquemment avec leur père, dont ils suivirent les préceptes et conseils jusqu'à sa mort.

## Biographie

### Enfance et situation familiale
Joseph Diangienda Kuntima, né le 22 mars 1918, est le cadet des trois enfants de Simon Kimbangu et Marie Muilu Kiawanga. La famille vit dans une petite maison en briques cuites à la toiture de paille, dans le village de Nkamba (Bas-Congo), au sud-ouest de Léopoldville (actuelle Kinshasa). Le père, converti par la Baptist Missionary Society, travaille pendant plusieurs années comme catéchiste. La mère reste au foyer pour s'occuper des enfants ; tout en les élevant, elle cultive les champs.